# 帕尔丰德瓦勒
帕尔丰德瓦勒（法語：Parfondeval，法語發音：[paʁfɔ̃dval]）是法国上法蘭西大區埃纳省的一个市镇，属于拉昂区。

## 地理
帕尔丰德瓦勒（49°44'27"N, 4°9'35"E）面积10.91 平方千米，位于法国上法蘭西大區埃纳省，该省份为法国北部内陆省份，北起北部省，西接索姆省和瓦兹省，东临阿登省和马恩省，西南至塞纳-马恩省，东北部与比利时接壤。
与帕尔丰德瓦勒接壤的市镇（或旧市镇、城区）包括：阿尔雄、布吕讷阿梅勒、多伊、格朗略、雷西尼、塞尔河畔鲁夫鲁瓦、塞尔河畔罗祖瓦。

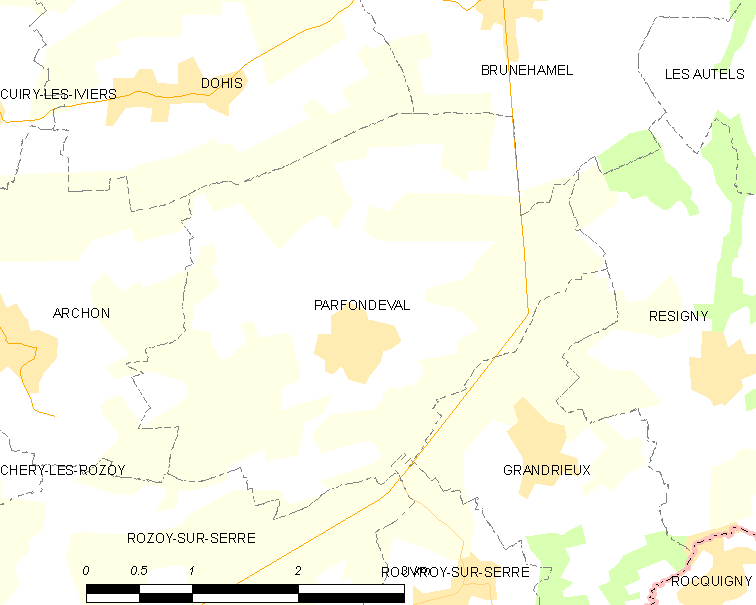
帕尔丰德瓦勒的OSM定位图

帕尔丰德瓦勒的时区为UTC+01:00、UTC+02:00（夏令时）。

## 行政
帕尔丰德瓦勒的邮政编码为02360，INSEE市镇编码为02586。

## 政治
帕尔丰德瓦勒所属的省级选区为韦尔万县。

## 人口

1962-2008年间帕尔丰德瓦勒人口变化图示

帕尔丰德瓦勒于2022年1月1日时的人口数量为141人。